# Pajaroncillo
Pajaroncillo ist eine zentralspanische Gemeinde (municipio) mit 62 Einwohnern (Stand: 2024) im östlichen Zentrum der Provinz Cuenca in der Autonomen Region Kastilien-La Mancha. 

## Lage und Klima
Pajaroncillo liegt auf der Westseite des Iberischen Gebirges in einer Höhe von ca. 880 m. Die Provinzhauptstadt Cuenca befindet sich gut 39 Kilometer (Fahrtstrecke) westnordwestlich. Das Klima im Winter ist gemäßigt, im Sommer dagegen warm bis heiß. Regen (574 mm/Jahr) fällt das ganze Jahr über.

## Bevölkerungsentwicklung
| Jahr      | 1970 | 1981 | 1991 | 2001 | 2011 | 2021 |
| Einwohner | 236  | 145  | 98   | 93   | 81   | 58   |

## Sehenswürdigkeiten
- Peterskirche
- Christinenbrücke (Puente de Cristinas)

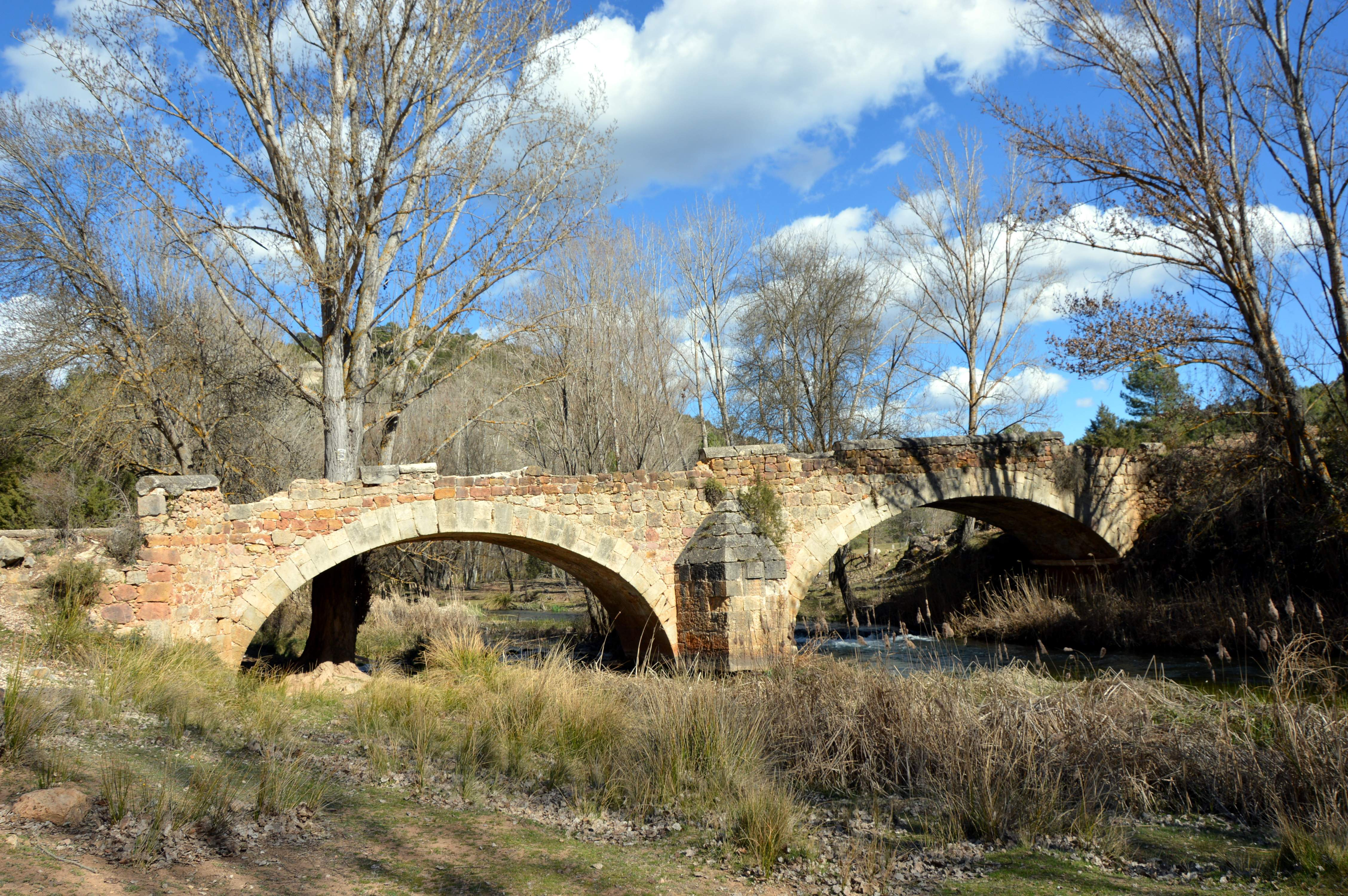
Christinenbrücke